# Kukulcania isolinae
Kukulcania isolinae is een spinnensoort in de taxonomische indeling van de spleetwevers (Filistatidae).
Het dier behoort tot het geslacht Kukulcania. De wetenschappelijke naam van de soort werd voor het eerst geldig gepubliceerd in 1972 door Alayón.